# Ridderorden in Liechtenstein
Het kleine vorstendom Liechtenstein bezit slechts een enkele ridderorde. Deze werd in 1937 door prins Frans I gesticht.
- De Vorstelijk Liechtensteinse Orde van Verdienste (Duits: Der fürstliche liechtensteinische Verdienstorden)